# Wendelstein (Mittelfranken)

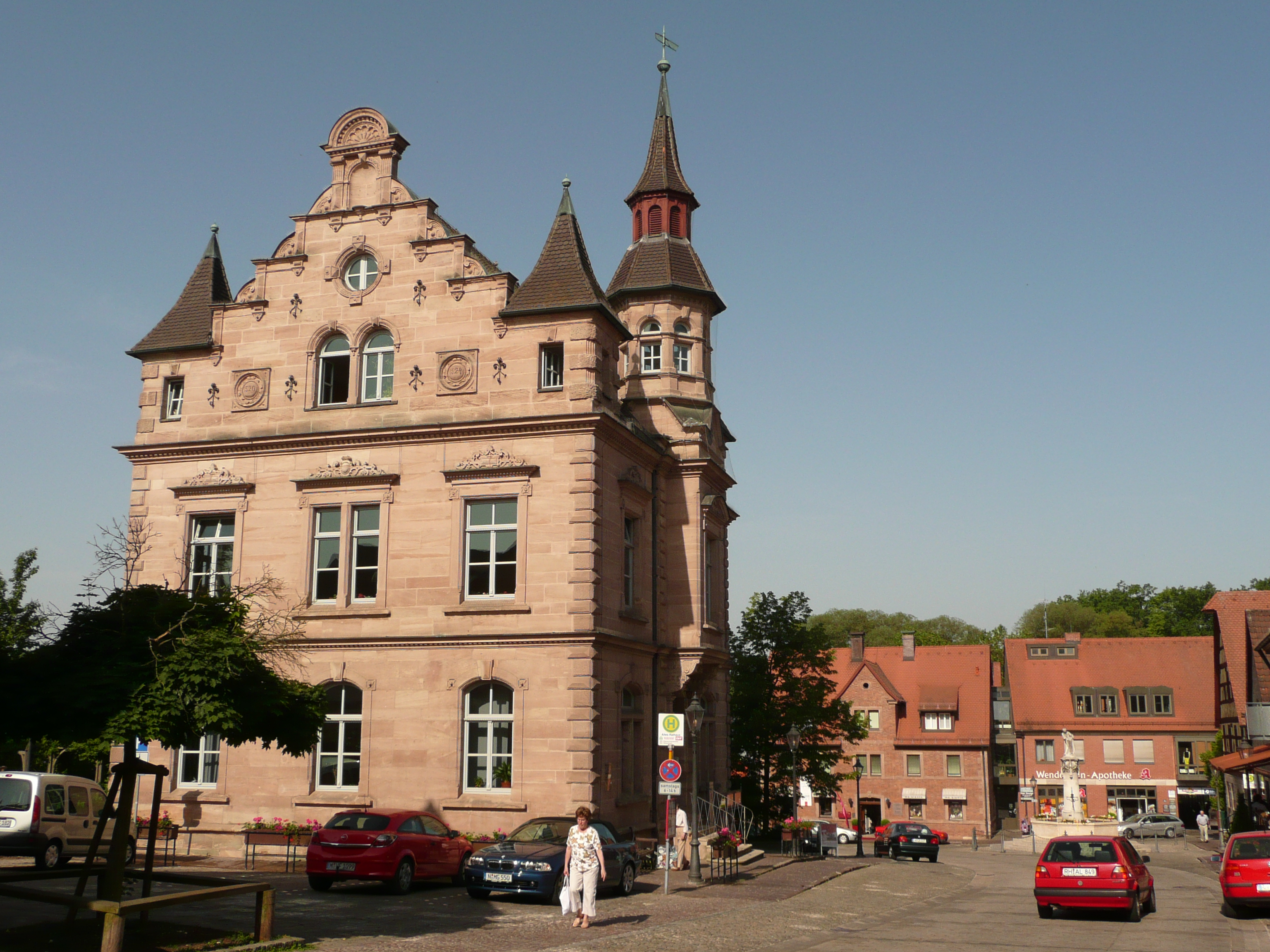
Wendelstein

Wendelstein (Mittelfranken) este o comună-târg din districtul Roth, regiunea administrativă Franconia Mijlocie, landul Bavaria, Germania.